# John Bourchier (1er comte de Bath)
Pour les articles homonymes, voir John Bourchier et Bourchier.
John Bourchier, 1er comte de Bath (20 juillet 1470 - 30 avril 1539) est un noble anglais qui devient comte de Bath en 1536. Il est baron féodal de Bampton dans le Devon.

## Origines
John Bourchier est né à Essex, en Angleterre, le fils aîné et héritier de Fulk Bourchier (10e baron FitzWarin) (en) (décédé le 18 septembre 1479) et de son épouse Elizabeth Dynham, deuxième fille et cohéritière de John Dynham, 6e baron Dynham. Il est le frère d'Élisabeth Bourchier (en).

## Mariages
Bourchier se marie trois fois :
- Cecily Daubeny, la fille de Giles Daubeny, 8e baron Daubeny et Elizabeth Arundell, la fille de John Arundell de Lanherne, Cornouailles[3]. Ils ont huit enfants.
- Florence Bonville, veuve d'Humphrey Fulford, et fille et cohéritière de John Bonville par Katharine Wingfield, la fille de Robert Wingfield[3].
- Elizabeth Wentworth, veuve de Roger Darcy (décédée le 30 septembre 1508) et de Thomas Wyndham, et fille d'Henry Wentworth de Nettlestead, Suffolk, par Anne Say, la fille de John Say[3].

## Enfants

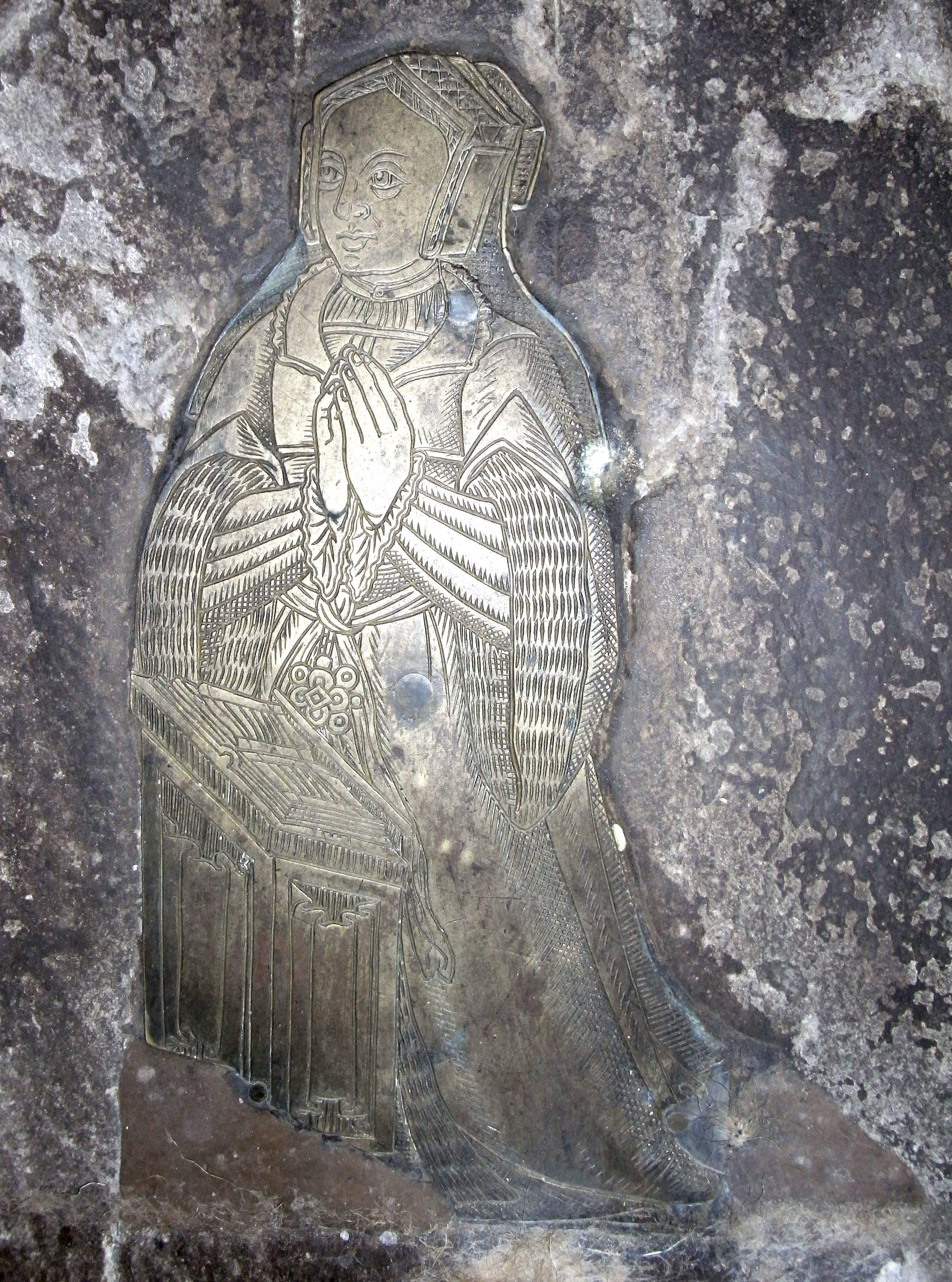
Petit laiton monumental (c. un pied de haut) dans l'église St Brannock, Braunton, Devon, d'Elizabeth Bourchier (d.1548), fille de John Bourchier, 1er comte de Bath et épouse d'Edward Chichester (d.1522) de Raleigh, Pilton.

De sa première épouse Cecily Daubeny il a les enfants suivants :
- John Bourchier (2e comte de Bath) (d.1560).
- Elizabeth Bourchier (d.24 août 1548), épouse Edward Chichester (c.1496-1522), de Raleigh, Pilton, Devon. Son laiton monumental, représentant une petite figure agenouillée avec une inscription séparée, existe dans l'église St Brannock, Braunton, Devon[4].
- Amias Bourchier
- Dorothy Bourchier, épouse John Fulford [5].
- Gilles Bourchier
- Marguerite Bourchier
- Anne Bourchier
- Eléonore Bourchier

## Mort et enterrement
John Bourchier, 1er comte de Bath est enterré dans l'église de Bampton dans le Devon, dans laquelle il a doté une chantrie. Bien qu'une partie d'un tombeau thoracique élaboré subsiste dans l'église, il s'agit selon Pevsner de celle de sa grand-mère Thomasine Hankford (morte en 1453), héritière de Bampton, épouse de William Bourchier, 9e baron FitzWarin (1407-1470) . La tombe du 1er comte, qui a été détruite après 1770, était située dans l'aile nord de l'église de Bampton et montrait des effigies de lui-même et de sa femme Cecily Daubeny avec leurs 8 enfants .